# Ecuación de Böttcher
La ecuación de Böttcher es la ecuación funcional. 
{\displaystyle F(h(z))=(F(z))^{n}}
donde 
- h es una función analítica dada con un punto fijo superatrayente de orden n en a, (es decir,  {\displaystyle h(z)=a+c(z-a)^{n}+O((z-a)^{n+1})~,} en un entorno de a), con n ≥ 2
- F es una función buscada.

El logaritmo de esta ecuación funcional equivale a la ecuación de Schröder. 

## Nombre
La ecuación lleva el nombre de Lucjan Böttcher. 

## Solución
La solución de la ecuación funcional es una función en forma implícita . 
Lucian Emil Böttcher bosquejó una prueba en 1904 sobre la existencia de una solución: una función analítica F en una vecindad del punto fijo a, tal que:
{\displaystyle F(a)=0}
Esta solución a veces se llama: 
- la coordenada de Böttcher
- La función Böttcher[2]
- el mapa de Boettcher

La prueba completa fue publicada por Joseph Ritt en 1920, que desconocía la formulación original.
La coordenada de Böttcher (el logaritmo de la función de Schröder ) conjuga h(z) en una vecindad del punto fijo a la función zn. Un caso especialmente importante es cuando h(z) es un polinomio de grado n , y a = ∞.

### Ejemplos
Para la función h y n = 2
{\displaystyle h(x)={\frac {x^{2}}{1-2x^{2}}}}
la función F de Böttcher es: 
{\displaystyle F(x)={\frac {x}{1+x^{2}}}}

## Aplicaciones
La ecuación de Böttcher desempeña un papel fundamental en la parte de la dinámica holomórfica que estudia la iteración de polinomios de una variable compleja . 
Las propiedades globales de la coordenada de Böttcher fueron estudiadas por Fatou y Douady y Hubbard.